# Ясновка (Северо-Казахстанская область)
Ясновка (каз. Ясновка) — село в Есильском районе Северо-Казахстанской области Казахстана. Административный центр Ясновского сельского округа. Код КАТО — 594261100.

## Население
В 1999 году население села составляло 857 человек (399 мужчин и 458 женщин). По данным переписи 2009 года, в селе проживало 766 человек (353 мужчины и 413 женщин).

## История
Село основано в 1908 году переселенцами из Орловской губернии. Первоначальное название — Ясное. В день приезда первых 40 семей небо над будущим поселением было ясное.